# Гибалин, Борис Дмитриевич
Борис Дмитриевич Гибалин (1911—1982) — советский композитор, профессор Уральской консерватории им. М.П. Мусоргского. Заслуженный деятель искусств РСФСР (1956) и Бурятской АССР (1971).

## Биография
Родился 11 (24) апреля 1911 в Нязепетровске Красноуфимского уезда Пермской губернии.
В молодости «озвучивал» немые кинофильмы, выступая в рабочих агитколлективах. В 1928—1932 годах работал аккомпаниатором в Златоусте, с 1932 года — музыкальный редактор Уральского радио.
В 1932 году окончил Свердловское музыкальное училище по классу композиции В. Х. Золотарёва, в 1939 — Уральскую государственную консерваторию (окончил первым и с отличием композиторское отделение по классу М. П. Фролова). Дипломная работа — «Первая симфония».
В годы Великой Отечественной войны работал в Свердловском областном оборонном театре и параллельно обучался в аспирантуре Московской консерватории (руководитель — Н. Я. Мясковский), окончил её в конце войны в Уральской консерватории под руководством М. П. Фролова.
До 1948 года преподавал композицию в Уральской консерватории. В 1948—1959 годах работал художественным руководителем Свердловской филармонии, в 1959—1962 годах — художественным руководителем Уральского народного хора.
С 1963 по 1975 годы был ректором Уральской государственной консерватории им. М.П. Мусоргского, в 1971 году был утверждён в учёном звании профессора по кафедре композиции. Сделал значительный вклад в обучение бурятских и монгольских композиторов. Б. Д. Гибалин создал более 70 произведений различных жанров симфонической, вокально-хоровой, инструментальной музыки.
Известен и как общественный деятель: в течение семи лет (1952—1959) избирался председателем правления Свердловского отделения Союза композиторов РСФСР, в 1968—1976 годах входил в Экспертный Совет Высшей аттестационной комиссии, в 1966—1976 годах был членом Комиссии при Совете Министров РСФСР по присуждению Государственных премий.
Скончался 5 мая 1982 года в Свердловске. Похоронен на Широкореченском кладбище.

## Признание и награды
- 1956 — почётное звание «Заслуженный деятель искусств РСФСР».
- 1971 — орден Октябрьской Революции, Медаль «Дружба» Монгольской Народной Республики.
- 1971 — звание «Заслуженный деятель искусств Бурятской АССР».

## Произведения

### Оперы
- 1967 — «Товарищ Андрей» о Я.М. Свердлове, поставлена Свердловским театром оперы и балета
- 1976 — «Фёдор Протасов» по драме Л. Н. Толстого «Живой труп»
- 1977 — «Завещание» по одноимённой повести Г. Маркова
- 1980 — «Не гаси огонь, Прометей!» по поэме М. Карима.
- Оперы для детей (для исполнения на радио):
  - 1936 — «О рыбаке и рыбке»
  - 1937 — «Репка»
  - 1938 — «Колобок»
  - 1942 — «Кот, петух и лиса»
  - 1944 — «О глупом мышонке»
  - 1945 — «Алёнушка»
  - «Зайкино горе»

### Вокально-симфонические произведения
- 1946 — кантата «Думы о Родине», слова С. Стальского
- 1948 — сюита «Уральский день», слова Е. Ружанского
- 1949 — сюита «Счастливая земля», слова народные
- 1950 — сюита «Уральские были»
- 1952 — кантата «Поля родные», слова Е. Хоринской
- 1957 — кантата «Уральские зори»
- 1969 — кантата «Весенняя», слова В. Маяковского
- 1970 — кантата «Родники» (слова народные)
- 1972 — кантата «Весна и город»

### Хоровые произведения
- 1945 — цикл «Четыре времени года», слова Ф. Тютчева
- 1947 — цикл «Басни», слова И. Крылова
- 1962 — цикл «Счастье трудных дорог», слова Л. Татьяничевой (a capella)
- 1965 — цикл «Вечный огонь», слова А. Прокофьева (a capella)
- 1970 — цикл «Места, священные навек», слова Б. Филиппова и У. Брауна

### Камерные вокальные циклы
- 1945 — «Письма в далёкое», слова А. Суркова
- 1954 — «Родное», слова Н. Рыленкова
- 1958 — «Я люблю»
- 1962 — «Страницы поэзии»
- 1964 — «Рябиновый свет»
- 1969—1970 — «Песни тревожных лет»
- 1970 — «Годы комсомольские», слова Е. Хоринской
- 1973 — «Земляки»
- 1974 — «И ясные, и пасмурные дни»

### Песни
- 1958 — «Зовёт Гора Магнитная»
- 1963 — сборник песен для народного хора «Уральские слова»

### Произведения для симфонического оркестра и оркестра народных инструментов
- 1939, 1956, 1978 — симфонии
- 1939 — сюита «Уральские песни»
- «Уральская думка»

### Камерно-инструментальные произведения
- 1953 — струнный квартет «Памяти Бажова»
- 1968 — струнный квартет на темы уральских и чешских народных песен